# Eura
Eura è un comune finlandese di 11276 abitanti, situato nella regione del Satakunta.
Il comune si estende per 630,26 km² di cui 51,36 km² consistono in acqua. La densità popolativa è quindi di 21,73 abitanti per km².
Il comune non ha un secondo nome in svedese ed il 1º gennaio 2009 il comune Kiukainen venne unito ad Eura.
Nel territorio di Eura è possibile trovare molti reperti storici prevalentemente dell'età del ferro, soprattutto vestiti.
Una tradizione locale nata nel XVIII secolo viene commemorata: nel Medioevo ci fu una battaglia contro gli svedesi invasori nei campi di Eura (Iso Niitty). Secondo la storia, nel campo c'era sangue fino alle caviglie degli uomini.

## Amministrazione

### Gemellaggi
- Harku
- Askersund